# Robert Crippen
Robert Laurel Crippen (Beaumont, Texas, 1937. szeptember 11. –) amerikai űrhajós, az Amerikai Haditengerészet kapitánya.
A texasi Beaumontban született. Házas, három gyermek apja. 1960-ban végzett repülőmérnöki szakon a Texasi Egyetemen. Hamarosan az amerikai Haditengerészet Repülőtiszt-képző Programjának keretében kezdte meg a katonai pályafutását. 1962 és 1964 között pilótaként teljesített szolgálatot a USS Independence fedélzetén. Ezután az Edwards légitámaszpontra került, ahol részt vett egy berepülőpilóta képzésen. Tanulmányai befejezte után is itt szolgált tovább teszt pilótaként, egészen 1966 októberéig, amikor beválogatták az amerikai Légierő Emberes Földkörüli Laboratórium Manned Orbital Laboratory (MOL) programjába. 1969 szeptemberében lett űrhajós, de az első űrrepülésére a Space Shuttle program elindulásáig kellett várnia.
A másodpilótája volt a Space Shuttle űrrepülőgép első útjának (STS–1). További három alkalommal járt még az űrben, ekkor már a küldetések parancsnokaként. 1991 végén elhagyta a NASA űrhajóskötelékét.

## Repülések
(zárójelben a repülés időszaka)
- STS–1, Columbia (1981. április 12. – 1981. április 14.)
- STS–7, Challenger (1983. június 18. – 1983. június 24.)
- STS–41–C, Challenger (1984. április 6. – 1984. április 13.)
- STS–41–G, Challenger (1984. október 5. – 1984. október 13.)